# Ewa Szewczyk (prawnik)
Ewa Mariola Szewczyk – polska prawnik, dr hab. nauk prawnych, profesor uczelni Katedry Administracji Filii Uniwersytetu Zielonogórskiego w Sulechowie.

## Życiorys
Jest absolwentką Uniwersytetu Łódzkiego i Uniwersytetu Śląskiego w Katowicach, 28 czerwca 2002 obroniła pracę doktorską Gwarancje procesowe strony w postępowaniu przed konsulem, 21 grudnia 2018 habilitowała się na podstawie pracy zatytułowanej Remonstracja w prawie administracyjnym procesowym. Została zatrudniona na stanowisku docenta w Katedrze Prawa Administracyjnego, Nauk Administracyjnych i Społecznych na Wydziale Administracji Salezjańskiej Wyższej Szkole Ekonomii i Zarządzania w Łodzi, w Zakładzie Sądownictwa Administracyjnego na Wydziale Prawa i Administracji Uniwersytetu Łódzkiego, oraz w Instytucie Administracji i Turystyki Państwowej Wyższej Szkole Zawodowej w Sulechowie.
Pracowała w Instytucie Administracji na Wydziale Nauk Społecznych Akademii im. Jana Długosza w Częstochowie.
Jest profesorem uczelni Katedry Administracji Filii Uniwersytetu Zielonogórskiego w Sulechowie.